# Irene Fonseca
Pour les articles homonymes, voir Fonseca.
Irene Maria Quintanilha Coelho da Fonseca (née le 10 juillet 1956 au Portugal) est une mathématicienne luso-américaine, spécialiste de mathématiques appliquées et professeure de mathématiques au Mellon College of Science (en) de l'université Carnegie-Mellon, où elle dirige le Centre d'analyse non-linéaire. Elle est présidente de la Society for Industrial and Applied Mathematics de 2013 à 2014. 

## Biographie
Irene Fonseca naît au Portugal et prépare une licence à l'université de Lisbonne. Elle poursuit ses études en Amérique, et obtient un doctorat de l'université du Minnesota en 1985, avec une thèse intitulée Variational Methods for Elastic Crystals, dirigée par David Kinderlehrer (en). Elle fait une recherche postdoctorale à Paris, puis rejoint comme enseignante le Mellon College of Science. Son mari, Gerald Schatten, est professeur en biologie cellulaire à l'université de Pittsburgh.

## Activités de recherche et engagements institutionnels
Irene Fonseca a notamment donné en 1991 avec Stefan Muller une preuve du théorème de Wulff sur l'inégalité isopérimétrique anisotropique.
Elle est élue présidente de la Society for Industrial and Applied Mathematics (SIAM) en 2011 et prend ses fonctions en 2013,.

## Prix et distinctions
- Chevalier de l'ordre de Sant'Iago de l'Épée

Irene Fonseca est lauréate en 2006 de la Conférence Sofia Kovalevskaïa, décernée conjointement par la Society for Industrial and Applied Mathematics et l'Association for Women in Mathematics (AWM). Elle est faite chevalier de l'ordre de Sant'Iago de l'Épée. Elle élue membre de la SIAM « pour ses contributions aux équations aux dérivées partielles non linéaires et le calcul des variations » en 2009 et membre de l'American Mathematical Society en 2012.

## Publications

### Ouvrages
- Degree Theory in Analysis and Applications (avec Wilfrid Gangbo, Oxford University Press, 1995) [7]
- Modern Methods in the Calculus of Variations: LP Spaces (avec Giovanni Leoni, Springer Verlag, 2007) [8]

### Articles
- avec M. Carozza et A. Passarelli di Napoli, « Regularity results for an optimal design problem with quasiconvex bulk energies », Calc. Var. Partial Differential Equations, 2018, 57:68.
- avec  N. Fusco & Paolo Marcellini (en), « An existence result for a nonconvex variational problem via regularity », ESAIM Control Optim. Calc. Var., 2002, 370, 69–95.
- avec N. Fusco, M. Morini & G. Leoni, « A model for dislocations in epitaxially strained elastic films ». J. Math. Pures Appl. 111, 126-160.
- avec  Gianni Dal Maso & G. Leoni, « Asymptotic analysis of second order nonlocal Cahn-Hilliard-type functionals », Trans. Amer. Math. Soc., 2018, 370, 2785–2823.
- avec P. Liu, « The weighted Ambrosio-Tortorelli approximation scheme », SIAM J. Math. Anal., 2017, 49, 4491-4520.
- avec R. Ferreira & M. L. Mascarenhas, « A chromaticity-brightness model for color images denoising in a Meyer’s "u+v" Framework », Calc. Var. Partial Differential Equations, 2017, 56:140.